# Усть-Грязновский
У́сть-Грязно́вский — хутор в Советском районе Ростовской области.
Входит в состав Чирского сельского поселения.

## География
Через хутор протекает река Грязная, впадающая сразу за ним в реку Чир.

## Население
| 2010 |
| ---- |
| 261  |

## Улицы
- ул. Западная,
- ул. Камышовая,
- ул. РТС,
- ул. Речная,
- ул. Саманная,
- ул. Центральная.

## Достопримечательности
В хуторе находится памятник участникам Великой Отечественной войны «Братская могила воинов освободителей».